# Schneekragen

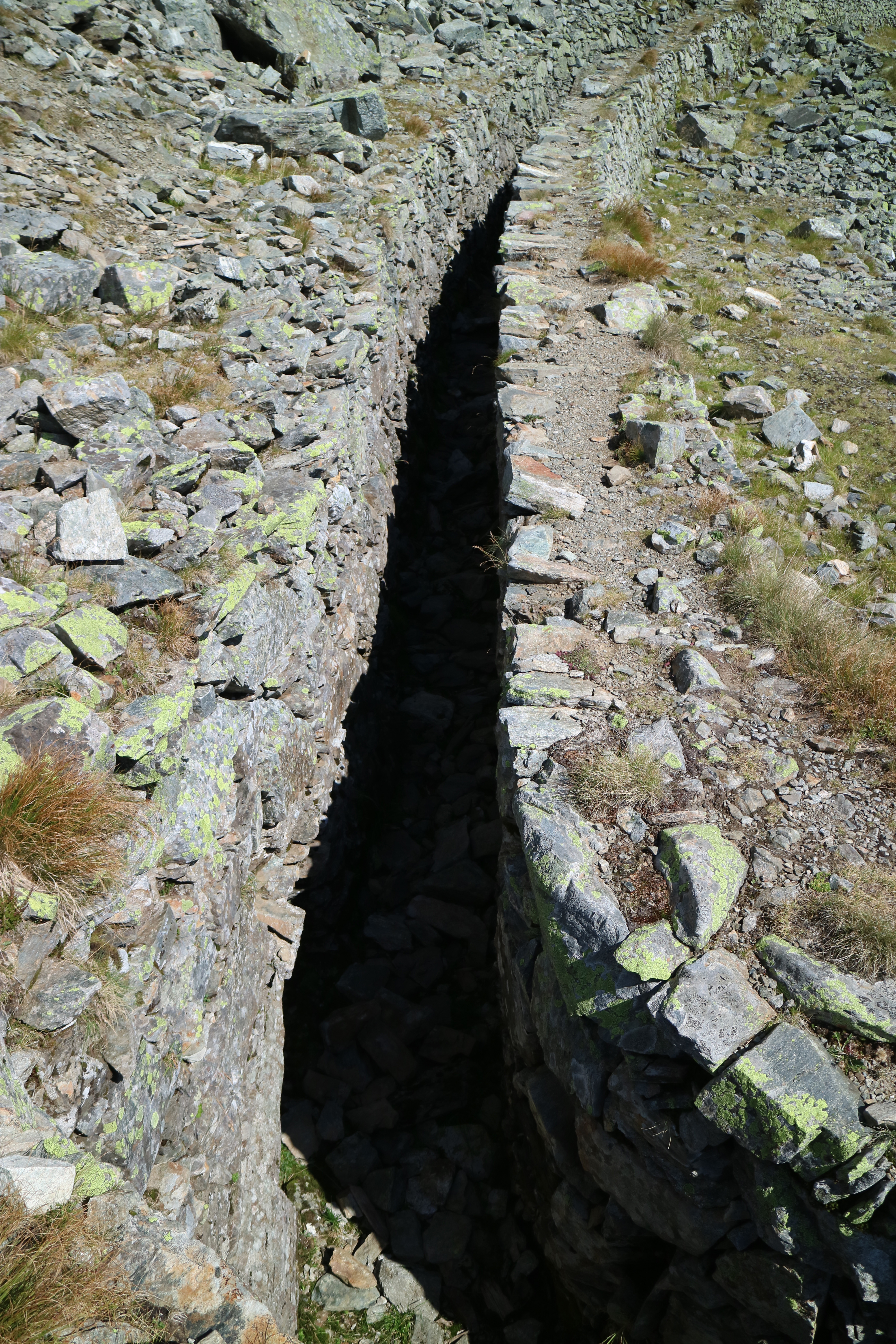
Schneekragen expuesto en el Schladming Tauern, Austria

Un schneekragen (palabra en alemán para collar de nieve) o schneehals (cuello de nieve) era un corredor de seguridad característico de la minería alpina. Cubierto con tablas, garantizaba un acceso seguro en caso de avalanchas durante el invierno. Además, protegía a los mineros de las cornisas y aseguró el paso de áreas de nieve profunda. Las casas de los mineros, los talleres y las plantas de procesamiento estaban conectadas a menudo a través de un sistema de "schneekragens" para que los mineros no tuvieran que limpiar la nieve. Los corredores, a menudo construidos de piedra seca, apenas alcanzaban la altura de un hombre y tenían que ser cruzados, encogidos o arrastrándose. Debido a que las entradas a veces estaban cubiertas por cornisas de nieve, algunos "schneekragens" se mantenían intransitables y los baúles con la dinamita, así como otros equipos pesados que normalmente eran transportados con caballos tenían que ser arrastrados a través de la zona descubierta, lo que constituía un peligro.
Se pueden encontrar ejemplos de "schneekragens" vueltos a utilizar con fines turísticos en las antiguas minas de oro y plata de los valles de Rauris y Gastein (ambos en Austria), así como en el asentamiento minero de Tirol del Sur St. Martin am Schneeberg. 

## Ejemplos
- Sendero minero Zinkwand-Vöttern, Schladming Tauern
- Sendero minero de Tauerngold en la cabaña de Neubau, Goldberg Group (Hohe Tauern)
- Bockhart, Grupo Goldberg (Hohe Tauern)
- Mina Himmelreich, Schneeberg, Alpes de Stubai
- Veitstollen, Schneeberg, Alpes de Stubai